# Dancing (singel Mai Kuraki)
Dancing (jap. ダンシング Danshingu) – dwudziesty singel japońskiej piosenkarki Mai Kuraki, wydany 23 marca 2005 roku. Osiągnął 5 pozycję w rankingu Oricon i pozostał na liście przez 7 tygodni, sprzedał się w nakładzie 56 682 egzemplarzy. Singel zdobył status złotej płyty.

## Lista utworów
| Nr | Tytuł                                 | Słowa      | Kompozycja       | Aranżacja        | Czas |
| -- | ------------------------------------- | ---------- | ---------------- | ---------------- | ---- |
| 1. | "Dancing" (jap. ダンシング Danshingu) | Mai Kuraki | Akihito Tokunaga | Akihito Tokunaga | 3:47 |
| 2. | "through the River"                   | Mai Kuraki | Aika Ōno         | Cybersound       | 3:47 |
| 3. | "You look at me~one"                  | Mai Kuraki | Yoshinobu Ōga    | Yoshinobu Ōga    | 3:58 |

## Notowania
| Lista                       | Pozycja |
| --------------------------- | ------- |
| Oricon Daily Singles Chart  | 2       |
| Oricon Weekly Singles Chart | 5       |